# 马赞吉安
马赞吉安（法語：Mazinghien，法語發音：[mazɛ̃ɡjɛ̃]）是法国上法蘭西大區北部省的一个市镇，属于康布雷区。

## 地理
马赞吉安（50°2'59"N, 3°36'13"E）面积9.01 平方千米，位于法国上法蘭西大區北部省，该省份为法国最北部的省份及最长的省份，西北濒北海，西接加来海峡省，南至埃纳省和索姆省，东与比利时接壤。
与马赞吉安接壤的市镇（或旧市镇、城区）包括：瓦西、里博维尔、圣马丹里维耶尔、瓦西尼、巴聚埃勒、勒卡托康布雷西、桑布尔河畔卡蒂永、勒热德博略。

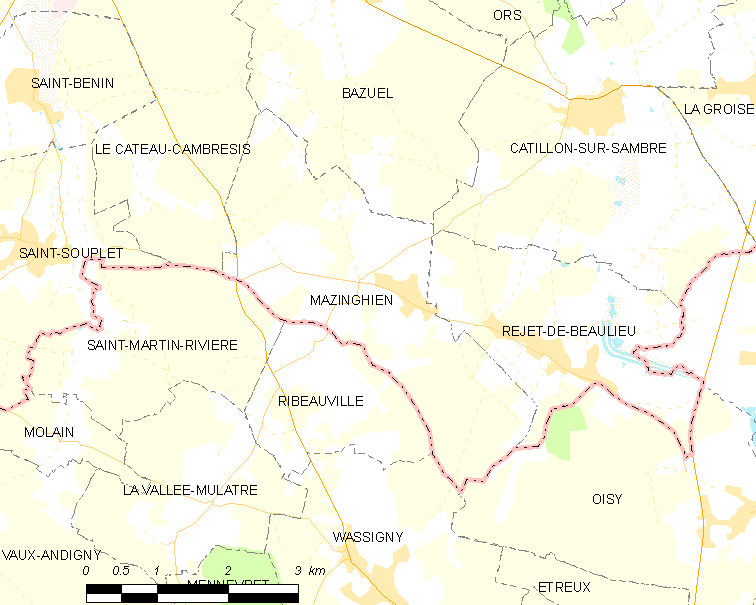
马赞吉安的OSM定位图

马赞吉安的时区为UTC+01:00、UTC+02:00（夏令时）。

## 行政
马赞吉安的邮政编码为59360，INSEE市镇编码为59395。

## 政治
马赞吉安所属的省级选区为勒卡托康布雷西县。

## 人口

1962-2008年间马赞吉安人口变化图示

马赞吉安于2022年1月1日时的人口数量为279人。